# 網中いづる
網中いづる（あみなか いづる、1968年-）は、日本生まれのイラストレーター。

## 経歴
宮城県出身。セツ・モードセミナーで学ぶ。ユナイテッドアローズ本店勤務を経て2002年イラストレーターに。現在は装画、挿し絵、雑誌、広告等で活躍。2007年には『イラストレーション』誌にて特集号が発売。TIS東京イラストレーターズ・ソサエティ会員。
- 1999年PATER大賞展【PATER賞】受賞。
- 2001年HBギャラリーにて初個展。
- 2003年TIS（東京イラストレーターズ・ソサエティ）公募【プロ部門大賞】受賞。
- 2005年網中いづる個展 リボン。
- 2005年木内達朗、森流一郎らとともに、ギャラリー・エフにて「現在イラストレーションの三人展」開催。
- 2007年第38回 講談社出版文化賞【 さしえ賞 】受賞。
- 2008年青山ブックセンター本店にて原画展
- 2009年GALLERY TOKYO BAMBOOにてグループ［ミャウ］展 いつかのゆめのきおく。
- 2009年HBギャラリーにて個展 once upon a time。
- 2011年GALLERY SPEAK FORにて個展 「So many memories」。
- 2012年メリーゴーランドにて個展 「憧憬」。
- 2014年メリーゴーランドにて個展 「青々」。
- 2011年秋より青山Pinpoint Galleryにて劇団針の穴に毎年参加。
- 2018年からTIS東京イラストレーターズ・ソサエティ副理事長。

## 代表作品
- 2001［その夜、僕は奇跡を祈った］田口ランディ、大和出版
- 2002［プリンセス・ダイアリー］メグ・キャボット、河出書房新社
- 2003［黄金蝶ひとり］太田忠司、講談社Mystery Land
- 2004［むく鳥のゆめ］浜田廣介、集英社
- 2004［野ばら］林真理子、文藝春秋
- 2005［RUSSIAN WORDS A-Z］セキユリヲ、COTO
- 2005［赤毛のアンシリーズ］講談社文庫
- 2005［Casa BRUTUS表紙］マガジンハウス
- 2005［MY MOLESKINE EXHIBITION］
- 2006［consommeポスター］メガネ店
- 2007［青い麦］シドニー＝ガブリエル・コレット、集英社
- 2007［恵比寿ガーデンプレイス広告］
- 2007［ぞうのせなか］秋元康、講談社
- 2009［UT］ユニクロ
- 2009［美術手帖］2月号Cover illustration美術出版社
- 2009　絵本［赤い靴］角田光代文、フェリシモ出版
- 2009［真夏のオリオン］福井晴敏、講談社
- 2009［イラストノート］No.10〜No.15Cover illustration誠文堂新光社
- 2011［美術手帖］10月号Cover illustration美術出版社
- 2012　新装刊［花椿］内illustration資生堂
- 2013　LoFt［ロフト (雑貨店)］夏、冬キャンペーンビジュアル
- 2014　日本橋三越ライオン像100歳記念絵本『ヨコちゃんとライオン』原作［角野栄子］